# Самуел Вудфил
Самуел Вудфил (енгл. Samuel Woodfill; Брантсбург, 6. јануар 1883 - Индијана, 10. август 1951) је био мајор Армије Сједињених Држава и учесник Филипинско-америчког рата, Првог светског рата и Другог светског рата. Један је од најславнијих америчких војника 20. века, а стоји у реду најодликованијих америчких војника у историји.
У офанзиви током октобра 1918. године, лично је неутралисао три немачка митраљеза и врати своје људе на положај без жртава. Генерал Џон Першинг га је назвао најистакнутијим војником у Првом светском рату. Он му је 9. фебруара 1919. године уручио Медаљу части.
У међуратном периоду се бавио пословима у области осигурања. На почетку Другог светског рата, позван је у чину мајора да обучава регруте.
Након смрти супруге 1943. године, повукао се на фарму у Индијани.
Умро је на својој фарми 10. августа 1951. године. Сахрањен је на Националном гробљу Арлингтон.

## Одликовања
- Медаља части (САД)
- Медаља филипинске кампање (САД)
- Медаља за службу на мексичкој граници (САД)
- Медаља победе Првог светског рата (САД)
- Медаља америчке кампање (САД)
- Медаља победе Другог светског рата (САД)
- Национални орден Легије части, ранг кавалир (Француска)
- Ратни крст 1914-1918 (Француска)
- Орден Леополда, ранг витеза (Белгија)
- Крст за ратне заслуге (Италија)
- Орден књаза Данила I (Краљевина Црна Гора)